# Vorwärts (Schiff, 1905)
Die Vorwärts war ein deutsches Passagierdampfschiff des Norddeutschen Lloyd.

## Geschichte
Das Schiff lief am 19. Mai 1905 als Baunummer 494 beim Bremer Vulkan vom Stapel. Zwei Dreifachexpansionsdampfmaschinen, die auf zwei Schrauben wirkten, erreichten eine Gesamtleistung von 1.000 PS. Die Vorwärts erreichte damit eine Geschwindigkeit von 12 kn. Das Passagierschiff war für 1.040 Fahrgäste zugelassen.
Am 15. Juni 1905 wurde die Vorwärts vom Norddeutschen Lloyd für den Seebäderverkehr und als Tender in Dienst gestellt. 1918 wurde sie von der Kaiserlichen Marine erfasst und als Zubringer für Vorpostenboote eingesetzt. 1919 konnte die Reederei das Schiff wieder in Fahrt bringen.
Ab Anfang 1938 im Besitz von Leth & Co. aus Hamburg, wurde die Vorwärts im Sommer 1939 an die Kriegsmarine verkauft. Diese ließ sie zum U-Boot-Begleitschiff umbauen und brachte sie unter dem Namen Warnow in Fahrt. Nach dem Zweiten Weltkrieg wurde sie in Hamburg von der britischen Besatzungsmacht als Arrestschiff für ihre Angehörigen eingesetzt. 
Die HAPAG wurde am 24. Februar 1948 neuer Eigner des Schiffes. Nach Umbau wurde es unter dem Namen Vorwärts im Seebäderdienst der HAPAG eingesetzt, den sie 1952 als letztes Schiff beendete. Ab September 1952 wurde sie in Hamburg aufgelegt. Im November desselben Jahres erfolgte der Verkauf an die Abwrackfirma Eisen & Metall Leth & Co.